# Le migliori
Le migliori (с итал. — «Лучшие») — второй совместный студийный альбом итальянского певца Адриано Челентано и Мины Маццини, выпущен на лейблах Sony Music, Clan Celentano и PDU 11 ноября 2016 года. Был издан в четырёх форматах: CD, Deluxe 2CD, LP и переиздание, выпущенное в 2017 году. По счёту это сорок второй студийный альбом в дискографии Челентано.

## Об альбоме

### История
В марте 2015 года появились слухи о новом сотрудничестве Челентано и Мины. Источником послужило сообщение Адриано 2015 года в его блоге, где он поздравил Мину с 75-летием. По информации газеты Corriere della Sera, запись альбома началась летом 2015 года. Челентано работал над диском в Гальбьяте, Мина — в Лугано. Продюсеры альбома — Клаудия Мори (жена Челентано) и Массимилиано Пани (сын Мины).
Альбом стал второй совместной студийной работой Челентано и Мины. Первый их студийный альбом Mina Celentano вышел в 1998 году и имел огромный успех — в Италии было продано 1.6 миллиона копий. Особенность диска заключается в том, что здесь впервые за долгие годы одним из авторов стал композитор Тото Кутуньо.
21 октября 2016 года был выпущен первый сингл альбома — «Amami Amami» (с итал. — «Люби меня, люби меня») и состоялась премьера клипа на него. Композиция является кавером на песню израильского исполнителя Идана Райхеля — «Ma’agalim» (с ивр. — «Круги»). Альбом также содержит ремейк композиции Prisencolinensinainciusol, автор новой аранжировки — итальянский диджей Бенни Бенасси.

### Название
Идея названия альбома «Лучшие» берёт своё начало из блога Адриано Челентано 2015 года, где он поздравил Мину с юбилеем. Своё сообщение Челентано подписал словом «лучшие», подразумевающее его и Мину.

### Оформление
Автор обложки альбома Мауро Баллетти создал картинку-коллаж, где изображены по две фигуры Челентано и Мины, изображающие показ мод на улице. Все четыре фигуры одеты в женские наряды. В аналогичной стилистике оформлен и весь буклет альбома.

### Клипы
На композиции «E’ l’amore», «Ma che ci faccio qui», «Se mi ami davvero», «A un passo da te», «Amami Amami» и «Prisencolinensinainciusol» были сняты музыкальные клипы, последний — при непосредственном участии Адриано Челентано.
В клипе на песню «Amami Amami» показана жизнь молодёжи в курортном городке, где на асфальте, стенах, одежде героев появлялась надпись «Amami Amami» и другие строчки из песни и фотографии исполнителей

## Список композиций
| №                   | Название                                          | Автор(ы)                                          | Длительность |
| ------------------- | ------------------------------------------------- | ------------------------------------------------- | ------------ |
| 1.                  | «Amami amami»                                     | Риккардо Синигалья, Идан Райхель                  | 3:18         |
| 2.                  | «E’ l’amore»                                      | Андреа Мингарди, Маурицио Тирелли                 | 3:39         |
| 3.                  | «Se mi ami davvero»                               | Мондо Марчо                                       | 3:42         |
| 4.                  | «Ti lascio amore»                                 | Тото Кутуньо, Марио Кулотта, Фабрицио Берлинчиони | 5:13         |
| 5.                  | «A un passo da te»                                | Фабио Илакуа                                      | 4:31         |
| 6.                  | «Non mi ami»                                      | Федерико Спаньоли                                 | 3:59         |
| 7.                  | «Ma che ci faccio qui»                            | Пьетро Палетти                                    | 4:01         |
| 8.                  | «Sono le tre»                                     | Лука Рустичи, Филиппе Леон                        | 3:47         |
| 9.                  | «Il bambino col fucile» (сольная песня Челентано) | Франческо Габбани                                 | 2:44         |
| 10.                 | «Quando la smetterò» (сольная песня Мины)         | Альдо Донати, Лориана Лана                        | 3:57         |
| 11.                 | «Come un diamante nascosto nella neve»            | Марко Бруни                                       | 3:46         |
| 12.                 | «Prisencolinensinainciusol»                       | Адриано Челентано                                 | 4:08         |
| Общая длительность: | Общая длительность:                               | Общая длительность:                               | 46:45        |

## Чарты

### Еженедельные чарты
| Чарт (2016)                     | Высшая позиция |
| ------------------------------- | -------------- |
| Италия (Classifica album)       | 1              |
| Италия (Classifica vinili)      | 1              |
| Швейцария (Schweizer Hitparade) | 23             |
| Швейцария/Романдия (GfK)        | 49             |

### Годовые чарты
| Чарт (2016)                | Позиция |
| -------------------------- | ------- |
| Италия (Classifica album)  | 1       |
| Италия (Classifica vinili) | 2       |
| Чарт (2017)                | Позиция |
| Италия (Classifica album)  | 4       |
| Италия (Classifica vinili) | 5       |
| Чарт (2018)                | Позиция |
| Италия (Classifica album)  | 33      |

## Сертификации и продажи
| Регион                                                       | Сертификация  | Продажи |
| ------------------------------------------------------------ | ------------- | ------- |
| Италия (FIMI)                                                | 7× Платиновый | 350 000 |
| * Данные о продажах приведены только на основе сертификации. |               |         |